# Bengt Borglund
Bengt Gustaf Borglund (* 8. Juni 1922 in Stockholm; † 27. Oktober 1998) war ein schwedischer Diplomat, der unter anderem zwischen 1982 und 1987 Botschafter in der Elfenbeinküste und zugleich als Botschafter in Benin, Burkina Faso und Togo akkreditiert war.

## Leben
Bengt Gustaf Borglund, Sohn des Inspektors Willgott Borglund und Jane Kahlbom, begann nach dem Abitur (Studentexamen) ein Studium der Rechtswissenschaften an der Universität Stockholm, welches er nach einem Gaststudienaufenthalt an der Yale University in Connecticut 1949 als Juris kandidat beendete. Daraufhin trat er 1950 als Attaché in den diplomatischen Dienst des Außenministeriums (Utenriksdepartementet) ein und war zwischen 1950 und 1952 an der Botschaft im Vereinigten Königreich  sowie von 1952 bis 1955 an der Botschaft in der Föderativen Volksrepublik Jugoslawien tätig. Nach einem Einsatz im Außenministerium von 1955 bis 1961 war er zwischen 1961 und 1964 Erster Sekretär an der Botschaft in Mexiko, die zugleich für Costa Rica, El Salvador, Guatemala, Honduras und Nicaragua zuständig war. Nachdem er von 1964 bis 1969 Gesandtschaftsrat (Legationsråd) an der Gesandtschaft in Südafrika war, fand er zwischen 1969 und 1973 Verwendung als Botschaftsrat (Ambassadråd) an der Botschaft in der Schweiz. Danach fungierte er von 1973 bis 1977 als stellvertretender Protokollchef sowie 1975 zeitweilig als kommissarischer Protokollchef des Außenministeriums, ehe er zwischen 1977 und 1982 Gesandter (Minister) an der Botschaft in den USA war.
1982 übernahm Borglund von Hans-Olle Olsson den Posten als Botschafter in der Elfenbeinküste mit Amtssitz in Abidjan und war bis zu seiner Ablösung durch Arne Ekfeldt 1987 zwischen 1983 und 1987 zugleich als Botschafter in Benin, Burkina Faso und Togo akkreditiert.